# MBC ON
MBC ON은 드라마와 오락 프로그램을 주로 편성하는 MBC 플러스의 텔레비전 채널이다.
이 채널은 MBC의 고전 프로그램들을 주로 방영한다.

## 주요 프로그램

### 드라마
- 질투 (디지털 리마스터링)
- 호텔리어
- 궁
- 온달 왕자들
- 인어 아가씨
- 왕꽃 선녀님
- 뉴하트
- 굳세어라 금순아
- 맛있는 청혼
- 남자셋 여자셋
- 여명의 눈동자
- 육남매
- 해바라기
- 신데렐라
- 대장금
- 주몽
- 선덕여왕
- MBC 베스트극장
- 보고 또 보고
- 불새
- 장미빛 연인들
- 기황후
- 의가형제
- 히트
- 개와 늑대의 시간
- 거침없이 하이킥!
- 세상에서 가장 아름다운 이별 (디지털 리마스터링)
- 허준
- 엄마의 바다
- 마지막 전쟁
- 상도
- 황금마차
- 보석 비빔밥
- 지붕뚫고 하이킥!
- 사랑을 그대 품안에
- 납량특집 M
- 아들과 딸
- 아들의 여자
- 진실
- 국희
- 다모
- 그 여자네 집
- 사랑해 당신을
- 안녕, 프란체스카
- 수사반장
- 애인
- 세친구
- 위기의 남자
- 동이
- 황금 물고기
- 모래성
- 마지막 승부
- 미망
- 오로라 공주
- 그래도 좋아
- 아현동 마님
- 반짝반짝 빛나는
- 조선왕조 오백년
- 장미와 콩나물
- 커피프린스 1호점
- 내 이름은 김삼순
- 짝
- 신입사원
- 거침없이 하이킥!
- 호랑이 선생님
- 한지붕 세가족
- 하얀 거짓말
- 남의 속도 모르고
- 엄마야 누나야
- 백년의 유산
- 황태자의 첫사랑
- 넌 어느 별에서 왔니
- 슬픈 연가
- 아일랜드
- 왔다! 장보리
- 사랑이 뭐길래
- 사랑과 야망
- 배반의 장미

### 예능
- god의 육아일기
- 인생극장
- 테마게임
- 만원의 행복
- 황금어장 무릎팍도사
- 복면가왕
- 스타 서바이벌 동거동락
- 강호동의 천생연분
- 애정만세
- 아빠 어디가 시즌2
- MBC 연기대상
- MBC 10대가수가요제
- MBC 창작동요제
- 휴먼TV 앗! 나의 실수
- 신비한 TV 서프라이즈
- 무한도전

### 교양
- 휴먼다큐 사람이 좋다
- MBC 스페셜
- 곰
- 이상한 나라의 며느리
- 실화탐사대
- 아마존의 눈물
- 남극의 눈물
- 인생은 항구다